# Кёлер, Роман Романович
Роман Романович (Фридрих Карл) Кёлер (1838 — 12 апреля 1907) — промышленник, основатель российской фармацевтической промышленности, мануфактур-советник.

## Биография
Начинал работать провизором в аптеке Феррейна в Москве.
В 1862 году открыл собственный торговый дом для продажи аптекарских товаров и основал первую в Россию фабрику для производства водочных и конфетных специй и эссенций.
Увлекшись идеями земской медицины, разработал проект сельской лечебницы с амбулаторией, хирургическим кабинетом и аптекой. В 1872 году торговый дом «Роман Кёлер и К°» экспонировал его на Московской политехнической выставке, лечебница получила диплом и золотую медаль выставки, а также удостоилась особого внимания посетившего выставку императора Александра II.
Р. Р. Кёлер был инициатором и основателем внеаптечного производства и торговли лекарственными препаратами в России. С этой целью им была организована в 1882 году в Москве фабрика для переработки сырых продуктов в химические и фармацевтические препараты (ныне входит в ОАО «Мосхимфармпрепараты» им. Н. А. Семашко), положившая начало фармацевтическому производству в России.
Продукция предприятия Кёлера была удостоена высших наград на Сибирско-Уральской художественно-промышленной выставке 1887 года, на Казанской научно-промышленной выставке 1890 года, на Всероссийской художественно-промышленной выставке 1896 года в Нижнем Новгороде и на Всемирной выставке 1893 года в Чикаго. На Всемирной выставке в Париже в 1900 году Одеколон № 6 Кёлера получил Гран-при. Кёлер стал первым в России производителем дубильной кислоты.
Основал в 1893 году Фабрично-торговое товарищество «Р.Кёлер и К°» с основным капиталом в 1250000 рублей. В 1900 году Товариществу, возглавляемому Кёлером, принадлежали фабрики в Москве (на Вороньей ул. в Рогожской части, ныне ул. Сергия Радонежского), с отделениями по изготовлению химических, медицинских и фармацевтических препаратов, искусственных ароматических веществ; на Остоженке в Троицком пер. (производство фотографических пластинок); в с. Хорошово, под Москвой (производство кислот, эфиров, туалетного, медицинского и простого мыла); на ст. Вербилки, Дмитровского уезда Московской губернии (стекольный завод аптекарской, кондитерской и парфюмерной посуды). Помимо этого, Кёлеру принадлежало 17 аптек, магазин шоколада на Никольской. Продукция Товарищества покупалась в большом количестве в России, Бухаре, Хиве, Персии и Китае.
Награждён орденами Св. Станислава и Св. Анны (оба 3-й и 2-й степеней).
Скончался в Берлине, похоронен в Москве на Ваганьковском кладбище; могила утрачена.

## Нововведения и разработки
Кёлер разработал проект сельской больницы, включающий в себя амбулаторию, хирургический кабинет и аптеку. Эти больницы стали прообразом современных аптек. В 1872 году Товарищество представило проект больницы на знаменитой Политехнической выставке в Москве и проект получил признание и золотую медаль.

## Труды
- Р. Кёлер. Правдивое слово властям, обществу и народу по поводу проекта нового аптекарского устава. 1904 год